# Sesriem

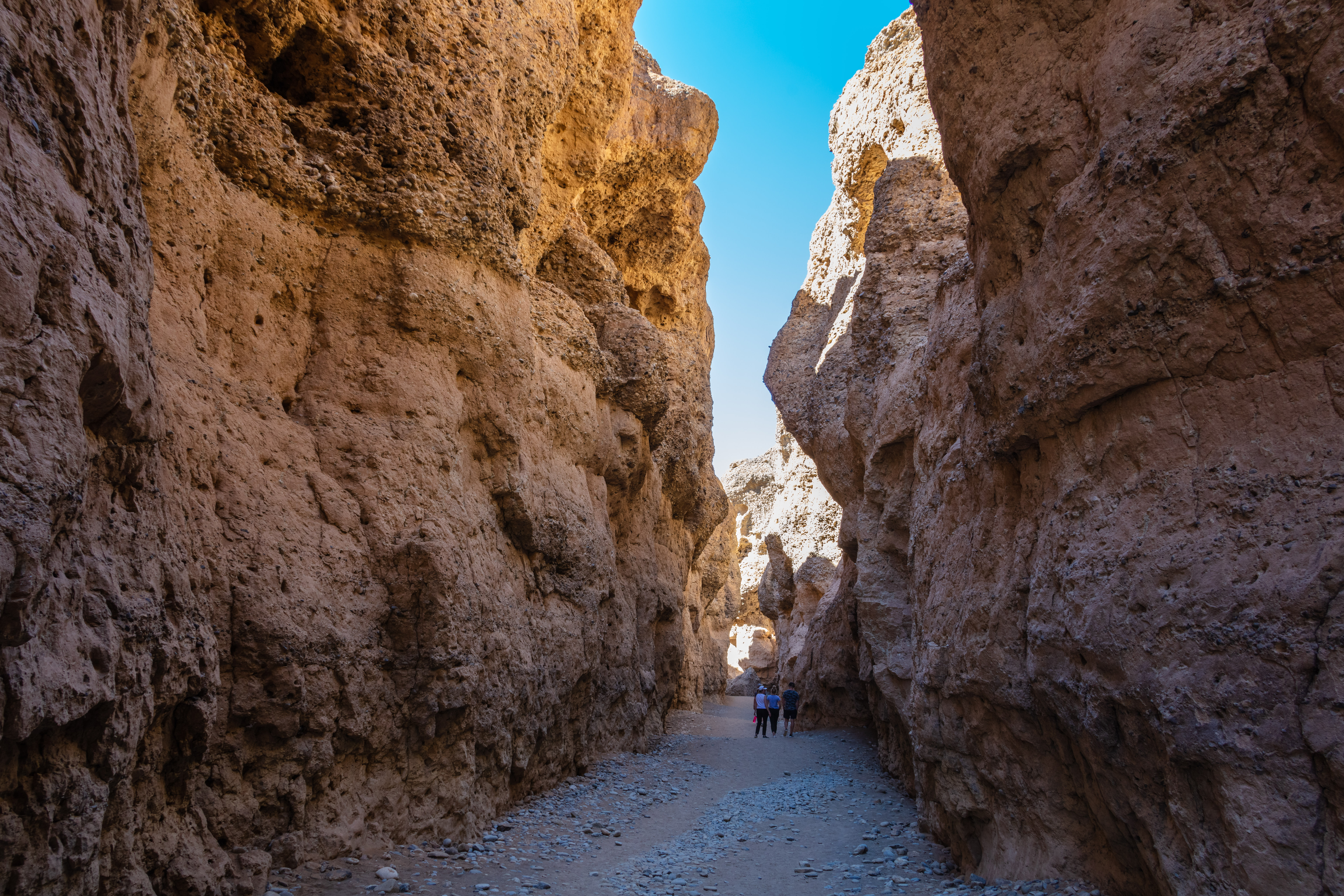
Vista dal basso

Sesriem è una località della Namibia, situata nel deserto del Namib, nei pressi della parte meridionale della catena dei Monti Naukluft. Come molti "centri abitati" nella regione del Namib, Sesriem è costituito soltanto da un distributore di benzina presso cui si vendono anche alimentari e altri generi di prima necessità. Il canyon di Sesriem, situato circa 4 km a sud della località, è una delle mete turistiche più rinomate della zona. Nei pressi di Sesriem si trovano inoltre le principali strutture ricettive in cui pernottano i turisti che visitano celebri dune di Sossusvlei o altri luoghi di interesse della zona, come la duna di Elim, Hidden Vlei e Dead Vlei. Fra i lodge di Sesriem si possono citare Le Mirage Desert e il Sossusvlei Lodge. La zona di Sesriem appartiene al Namib-Naukluft National Park, il più grande parco nazionale dell'Africa.

## Il canyon
Il canyon di Sesriem è lungo circa un chilometro e profondo fino a 30 m. Il fiume Tsauchab, asciutto per gran parte dell'anno, lo ha scavato nella roccia sedimentaria nell'arco di un periodo di circa 15 milioni di anni. In afrikaans, "Sesriem" significa "sei cinghie", e deriva dal fatto che i primi coloni dovevano usare un sistema di sei corregge per estrarre l'acqua dal fondo della gola. In alcuni tratti il canyon è piuttosto stretto (fino a un minimo di 2 m); in questi punti si formano delle pozze d'acqua perenni, da cui gli animali possono bere.